# Herzog (powieść)
Herzog (ang. Herzog) – powieść amerykańskiego pisarza Saula Bellowa, opublikowana w 1964.

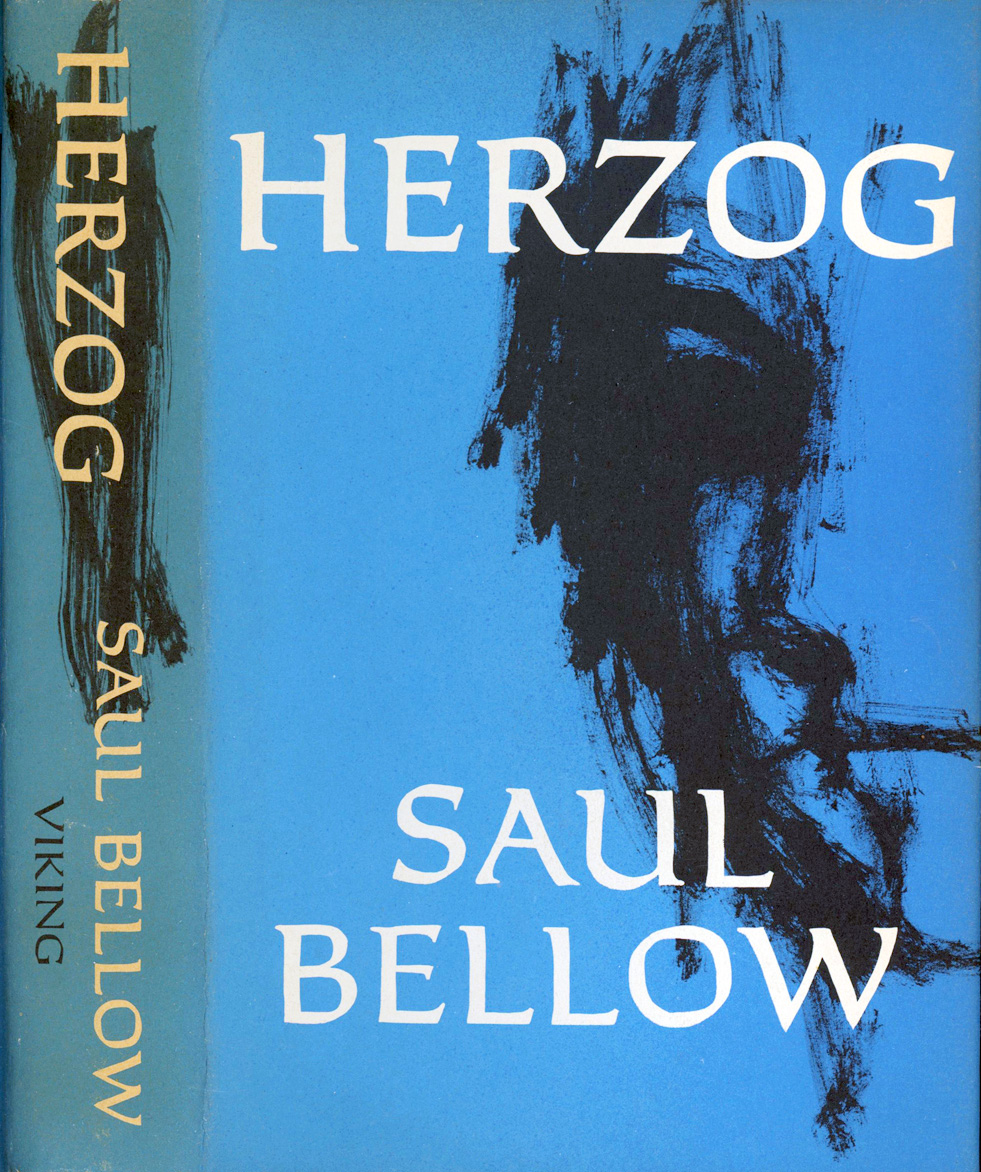
Herzog

Jak często w powieściach Bellowa, bohaterem Herzoga jest żydowski intelektualista, w tym wypadku Moses E. Herzog. Ma czterdzieści kilka lat, jest byłym wykładowcą uniwersyteckim. Jego dwa małżeństwa się rozpadły, z każdego ma jedno dziecko. Obecnie znajduje się w związku z Ramoną, ale ucieka od związanych z nim zobowiązań. Poznajemy go w momencie, w którym "dopada" go kryzys wieku średniego, co skutkuje licznymi intelektualnymi i emocjonalnymi perturbacjami. Herzog spędza większość czasu na pisaniu listów, których nigdy nie wysyła. Ich adresatami są znajomi, rodzina, politycy, a nawet filozofowie. Akcja powieści rozgrywa się częściowo w Nowym Jorku, choć Herzog aktualnie mieszka w miasteczku w Massachusetts.
Herzog uchodzi za jedną z bardziej autobiograficznych książek w twórczości Bellowa. Wśród podobieństw łączących autora z jego bohaterem można wymienić:
- żydowskie pochodzenie
- dorastanie w Kanadzie
- długoletni pobyt w Chicago
- podobna sytuacja rodzinna
- identyczny wiek

W 1965 książka została nagrodzona National Book Award